# Esara
Esara (in greco antico: Αἴσαρα?, Aísara; Grumentum, VI secolo a.C. – Crotone, V secolo a.C.) è stata una filosofa greca antica.

## Biografia
Nata a Grumentum, fu una filosofa della scuola pitagorica vissuta tra il VI e il V secolo a.C.
A Esara, citata da Giamblico, è attribuito il frammento περὶ φύσιος ἀνθρώπου ("sull'anima dell'uomo"), che alcuni studiosi attribuiscono a Arata o Aresa di Lucania, filosofo della stessa scuola.
(Frammento dalla collezione dello Stobeo, nella traduzione di Angelo Bozza)